# 高安勝久
高安 勝久（たかやす かつひさ、（1948年 - 2023年））は、ワキ方高安流能楽師。高安流十四世宗家。

## 概要
ワキ方高安流十三世宗家高安滋郎の子。宗家預西村欽也は叔父にあたる。1992年（平成4年）に高安流十四世宗家となった。名古屋能楽堂を中心に活動。
2023年11月15日逝去。